# Plabennec
Plabennec (bretonsky Plabenneg) je francouzská obec v departementu Finistère v regionu Bretaň.

## Partnerská města
- Waltenhofen, Německo; od 1976.